# Jean Aubain
Jean Aubain est un compositeur français né le 1er février 1928 à Bordeaux et mort le 28 décembre 2015 à Versailles.

## Biographie
Jean Aubain est le fils de André Aubain et Jeanne Dalbins.Après un séjour à la Villa Médicis, il continue dans sa lancée et passe un an (1954-1955) à la Casa de Velázquez à Madrid. 
Il dirige le conservatoire de Versailles de 1963 à 1996 (il succède à Raymond Gallois-Montbrun).

## Compositions
Parmi lesquelles
- Le mariage forcé scène lyrique d’après Molière. 1956
- Sonate pour piano et violon en trois parties. 1958
- Six pièces pour voix et accompagnement d’orchestre. 1958
- Concerto pour orchestre. 1959
- Sinfonietta pour ensemble à cordes. Motet. 1959
- Petite symphonie de chambre. 1960

## Distinctions
- second grand prix de Rome de composition musicale 1952 et 1955[4]
- 1er Grand Prix de Rome de composition musicale 1956[4]